# Karim Toʻlaganov
Karim Alimshanovich Tulaganov o Karim Toʻlaganov (en uzbeko: Карим Тулаганов) (Uzbekistán, 27 de agosto de 1973) es un deportista olímpico uzbeko que compitió en boxeo, en la categoría de peso mediano y que consiguió la medalla de bronce en los Juegos Olímpicos de Atlanta 1996.

## Palmarés internacional
| Juegos Olímpicos | Juegos Olímpicos         | Juegos Olímpicos  | Juegos Olímpicos |
| Año              | Lugar                    | Medalla           | Prueba           |
| ---------------- | ------------------------ | ----------------- | ---------------- |
| 1996             | Atlanta (Estados Unidos) | Medalla de bronce | Peso mediano     |